# Elecciones en Islandia

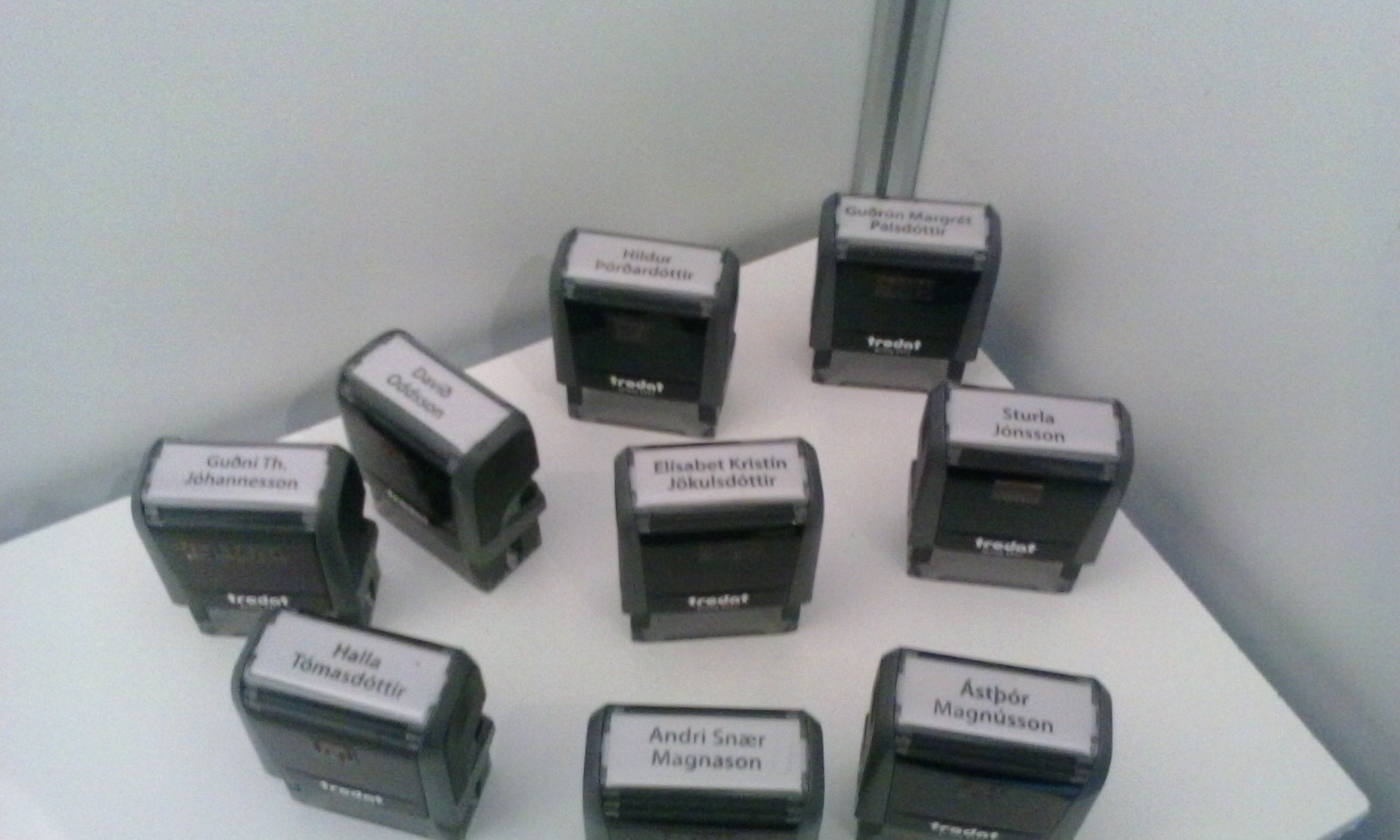
Urnas

Islandia elige a nivel nacional un jefe ceremonial de estado, el presidente y una legislatura . El presidente es elegido para un mandato de 4 años por los ciudadanos. El Parlamento tiene 63 miembros, elegidos para un mandato de 4 años por representación proporcional, utilizando el sistema d'Hondt con lista abierta. Islandia tiene un sistema multipartidista, con numerosos partidos en los que ninguno de ellos a menudo tiene la posibilidad de obtener el poder solo, por lo que los partidos deben colaborar entre sí para formar un gobierno de coalición.